# غلاوبر
غلاوبر (بالبرتغالية: Gláuber Leandro Honorato Berti‏) هو لاعب كرة قدم برازيلي في مركز الدفاع، ولد في 5 أغسطس 1983 في ساو جوزية دو ريو بريتو في البرازيل. شارك مع منتخب البرازيل تحت 20 سنة لكرة القدم ومنتخب البرازيل لكرة القدم. أما مع النوادي، فقد لعب مع أتلتيكو مينيرو ورابيد بوخارست وكولومبوس كرو ومانشستر سيتي ونادي بالميراس ونادي ساو كايتانو ونادي نورنبرغ.

## وصلات خارجية
- غلاوبر على موقع الدوري الأمريكي (الإنجليزية)
- غلاوبر على موقع قاعدة بيانات كرة القدم.إي يو (الإنجليزية)
- غلاوبر على موقع ناشيونال فوتبول تيمز (الإنجليزية)
- غلاوبر على موقع Soccerbase.com (لاعب) (الإنجليزية)
- غلاوبر على موقع Soccerway.com (الإنجليزية)
- غلاوبر على موقع عالم كرة القدم.نت (الإنجليزية)